# Pierre de Bréville

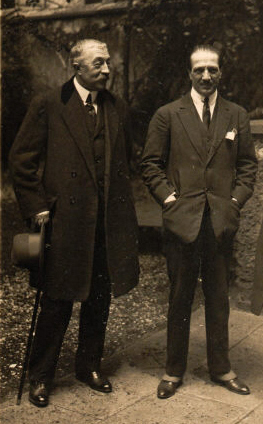
Pierre de Bréville (links) en de violist Jacques Thibaud. Foto collectie Bibliothèque nationale de France.

Pierre Onfroy de Bréville (Bar-le-Duc, 21 februari 1861 – Parijs, 24 september 1949) was een Franse componist.  

## Levensloop
Omdat zijn ouders hem voorbestemden voor een carrière als diplomaat, ging Bréville rechten studeren, maar na enkele jaren volgde hij zijn muzikale roeping en liet zich inschrijven aan het Conservatoire de Paris. Aanvankelijk studeerde hij bij Théodore Dubois, maar vanaf 1882 was César Franck zijn leraar en leidsman.
Hij was van 1898 tot 1902 leraar contrapunt aan de Schola Cantorum de Paris. Hij deelde de functie van 'inspecteur-général' van de school met Fernand de La Tombelle. In de jaren van de Eerste Wereldoorlog doceerde hij compositie van kamermuziek aan het Conservatoire de Paris. Later werd hij bestuurslid van de Schola Cantorum, maar toen daar in 1934, drie jaar na de dood van de directeur, zijn vriend Vincent d'Indy, een conflict uitbrak over de koers, trad hij af en behoorde tot de oprichters van het alternatief, de École César-Franck. 
Pierre de Bréville was ook een gezaghebbend muziekcriticus in tijdschriften als Mercure de France, Le Courrier musical en La Revue blanche.  Hij stierf in Parijs.
Pierre de Bréville heeft betrekkelijk weinig gecomponeerd, maar zijn door César Franck beïnvloede werk is van hoog gehalte. Hij heeft – met onder anderen Vincent d'Indy en Ernest Chausson – ook meegewerkt aan de orkestratie van Francks onvoltooide opera Ghiselle. Ook van de in 1909 overleden Charles Bordes gaf hij een aantal nagelaten werken uit.

## Composities

### Opera
- Éros vainqueur, 1910

### Ballet
- Les Egyptiens, ouverture

### Orkestwerken
- Tête de Kenwark, "scène lyrique" voor cello en orkest
- Sainte Rose de Lima, "scène mystique" voor vrouwenkoor, sopraan en orkest
- Nuits de décembre
- Stamboul, orkestsuite

### Kamermuziek
- Vier sonates voor piano
- Strijktrio
- Trio d'anches
- Sonate voor altviool en piano (1944)
- Concert à trois voor viool, cello en piano (1945)
- Vijf sonates voor viool en piano
- Sonate voor cello en piano (1930)
- 'Une flûte dans les vergers' voor fluit en piano (1920)

### Liederen (mélodies)
- Le Furet
- La Forêt charmée
- Bernadette
- La Petite Ilse
- Une jeune fille parle
- Berceuse ; Epitaphe
- La Cloche fêlée
- Cœur ardent
- L'Heure mystique
- Twee bundels rondelen van Charles d'Orléans

### Koorwerken
- Motets pour la messe des morts
- Les Cèdres du Liban voor koor a capella

- Bibliothèque nationale de France: cb13891841v (data)
- CiNii: DA10902692
- Gemeinsame Normdatei: 128910518
- International Standard Name Identifier: 0000 0000 8391 641X
- Library of Congress Control Number: n87811096
- Nationale Bibliotheek van Letland: 000052761
- MusicBrainz: 5a95a5cb-9c99-4024-ae0c-ad06af36b7e5
- Nationale Bibliotheek van Tsjechië: mzk2012683478
- Nationale Bibliotheek van Israël: 987007285240605171
- Nationale Bibliotheek van Polen: a0000003837193
- Nederlandse Thesaurus van Auteursnamen: 301928746
- SNAC: w68d07c8
- Système universitaire de documentation: 079984517
- Virtual International Authority File: 69114975
- WorldCat: E39PBJqk9gqH7PT7k9Wh68kMT3